# Podolacy
Podolacy (konserwatyści wschodniogalicyjscy) – konserwatywne ziemiańskie ugrupowanie polityczne, utworzone w latach 60. XIX wieku w Galicji Wschodniej.
Program podolaków:
- opowiadali się za autonomią Galicji w ramach Austro-Węgier,
- walczyli o ograniczenia praw ludności żydowskiej i ukraińskiej,
- zmierzali do ograniczenia praw języka ukraińskiego, domagając się wprowadzenia do szkół łaciny zamiast niego,
- byli przeciwni reformie wyborczej do Sejmu Krajowego Galicji i Rady Państwa, zmierzającej do jej demokratyzacji i odrzucenia systemu kurialnego,
- pragnęli utrzymania struktury własnościowej ziemi w Galicji.

Czołowymi przedstawicielami stronnictwa byli: Agenor Romuald Gołuchowski, Dawid Abrahamowicz, Wojciech Dzieduszycki, Kazimierz Grocholski, Kornel Krzeczunowicz, Filip Zaleski.
Od lat 80. XIX wieku zaczęli obsadzać stanowiska obejmowane dotychczas przez stańczyków. Z podolaków wyłonili się później „ateńczycy” – ugrupowanie młodych konserwatystów pod przewodnictwem Wojciecha Dzieduszyckiego, opowiadające się za współpracą polsko-ukraińską.
Na początku XX wieku podolacy stali się podporą endecji Romana Dmowskiego, który rozwinął i przeobraził program polityczny podolaków. W 1907 wraz ze stańczykami utworzyli Stronnictwo Prawicy Narodowej, jednak już w 1908 mimo formalnej jedności wyłoniły się znowu niezależne frakcje: konserwatystów krakowskich oraz podolaków (przeciwnych wszelkim reformom). Podolacy podzielili się z kolei na tzw. „autonomistów”, czyli podolaków właściwych (Dawid Abrahamowicz, Andrzej Lubomirski, Leon Jan Piniński, Agenor Gołuchowski,  Filip Zaleski i  Wacław Zaleski) i Centrum (Jan Potocki, August Krasicki, Witold Czartoryski). Współpracowali oni (zwłaszcza Centrum) ze Stronnictwem Demokratyczno-Narodowym. Razem z SDN weszli oni do Antybloku, Centralnego Komitetu Narodowego i Naczelnego Komitetu Narodowego (z którego wkrótce się wycofali).
Po 1918 r. podolacy ulegli podziałom: część związała się z konserwatystami krakowskimi (Stanisław Starzyński), inni z Narodową Demokracją (Witold Czartoryski).